# スーツ (YouTuber)
スーツ（1997年〈平成9年〉12月 - ）は、日本のYouTuber、国内旅行業務取扱管理者。東京都板橋区高島平出身。本名は藤田 裕人（ふじた ひろと）。秋田内陸縦貫鉄道観光列車アドバイザー、観光誘致株式会社代表取締役。

## 略歴
鉄道学校である岩倉高等学校運輸科を卒業。駅員になることが夢であったため、鉄道会社への就職を希望するも不採用となり、横浜国立大学に進学した。
2017年、「最長往復切符」の旅の動画投稿を機に本格的な活動を開始。
2018年、初めての海外旅行に鉄道と船でヨーロッパへ渡航し、世界一周を達成した。
2019年、秋田内陸縦貫鉄道の観光列車アドバイザーに就任。
2021年9月、横浜国立大学経営学部を卒業。10月、スーツの動画やSNSに広告を掲載し、PRすることができるプランを提供開始することを発表した。
2021年11月、普通自動車運転免許を取得し、その後1日で免許を返納した。
2022年3月30日、同日公開した動画内で本名を明らかにし、今後は本名で活動する旨を公表した。本名を公開するに至った経緯は後述。
2023年8月10日、同日公開した動画内で結婚していたことを発表した。
2024年11月1日付で、観光誘致株式会社の代表取締役社長に就任。

## 人物
鉄道マニアである。父も鉄道マニアで、適度に鉄道の楽しさを教えてくれたことで自然と鉄道に興味をもった。YouTuberになってからの将来の夢は穏やかに暮らすこと。
YouTuberとしての活動を開始して以来、主にスーツ姿で動画に登場することから「スーツ」のハンドルネームを名乗り、本名は公表しなかったが、YouTubeとは無関係の職業の人物との交流も多く、「スーツ」という変わったハンドルネームを名乗っていることで、一から説明しなければならない煩わしさを以前から感じていたといい、それを解消するため、2022年3月30日の動画で本名を公表し、今後は本名でも活動する旨を公表した。大学時代は学業をおろそかにしてYoutube業に力を注いでいたので、在学していた横浜国立大学から講義出席や単位取得などがおろそかになっていて警告文書を出され、名前部分を切り取った書面を視聴者に公開している。その後は無事に横浜国立大学を卒業している。
2022年、書籍を角川書店から発売することになり、イベントの企画が立てられていたが、自身に何者かから殺害予告が届き、安全な形でイベントを開催することが難しいとの判断により中止となった旨をYouTubeのショート動画で発表した。

### YouTube
豊富な知識と独特で巧みな語り口を特徴とし、全国の鉄道の走行シーンや車窓風景について解説を交えて公開している。
青春18きっぷを使った動画からファーストクラス利用の動画まで、国内の鉄道だけでなく、海外の鉄道を含め航空機や客船関連といった交通全般の話題も扱う。また、箱根や奈良などの有名観光地を訪問する動画や地域観光の情報発信を目的とした動画も公開しており、鉄道系YouTuberの第一人者とされる。

#### タイアップ・コラボレーション
秋田内陸縦貫鉄道
2019年より秋田内陸縦貫鉄道の観光列車アドバイザーを務めている。2020年2月にデビューした観光列車「笑 EMI」や2021年2月にデビューした「秋田縄文号」は既存車両を全面改装したもので、スーツの助言などが参考にされている。

堺市
2020年10月、堺市や堺市内の経済団体、大学で構成される堺・アセアンウィーク実行委員会が国内外に堺の魅力をアピールするため、市内の観光スポットを巡り、紹介する動画をスーツに依頼。スーツは仁徳天皇陵や市内の伝統産業である包丁や線香を職人が作業する様子を見学したり、和菓子店で名物の「けし餅」を味わう動画を撮影した。撮影には市のキャラクターであるハニワ部長と面会する場面を設けたり、南蛮衣装で街中を巡ってもらうために衣装を貸し出すなど市が全面的に協力した。

横浜観光コンベンション・ビューロー
2020年11月、新型コロナウイルスの影響により落ち込んだ横浜市の観光需要の喚起・拡大、地域経済の回復を目的としたキャンペーンの第一弾としてスーツが横浜に宿泊、観光した動画を2本制作した。

田川広域観光協会
2020年12月、JR九州が熊本県で運行している特急「かわせみ やませみ」を使った、福岡県田川市の炭鉱関連施設などをめぐる観光ツアーが田川広域観光協会によって初めて開催され、沿線解説を担当した。

銚子電鉄
2020年12月、長らく赤字経営が続いており、現在は食品事業などによって経営を維持していることで知られる銚子電気鉄道に対し、スーツが切符を大量に購入し1日だけの黒字を達成させるとともに、購入した切符にオリジナルのスタンプを押して同電鉄に寄贈した。同年7月、経営状況を少しでも改善しようと同電鉄がYouTubeでの活動を開始したところ、スーツが「このチャンネルはすごく面白い」と反応し、コラボが実現した。スーツは同電鉄社長の竹本勝紀から2020年度12月末までの1日あたりの赤字額が12〜13万円ほどであることを聞き、本社のある仲ノ町駅で14万円相当の切符400枚を購入。スタンプの押された大量の切符は乗客へのプレゼントとされ、これを求める乗客が殺到した。
また、2022年2月23日には銚子電鉄とコラボした一日乗車券を犬吠駅にて限定販売した。

佐賀県
佐賀県が県の魅力を発信することを目的にスーツを起用。唐津市、伊万里市、有田町をスーツが訪問。唐津線、筑肥線の駅を途中下車しながら歴史などを解説した。また、伊万里市内を散策しながら伊万里牛を使用した昼食をとった後、松浦鉄道に乗車。有田町へ向かい、焼き物に関係するスポットを訪れた。

### 発言
自身について
- 初めての著書『神と呼ばれる鉄道YouTuber スーツの素顔』では「私のことが嫌いな人は、かなり多くいるだろうと思っています」と語る[13]。

道路交通に対して
- 「みんな交通ルールを守って運転していると想像していたが、実際には道路は無法地帯」[13]
- 「急な飛び出しなどの可能性を予見できなければ、本来自動車の運転は認められないのではないか」[13]

撮り鉄に対して
- 2022年11月3日に特急「とき」の期間限定リバイバル運行が行われた際、11月7日にテレビ朝日はニュース番組『グッド!モーニング』で、一部撮り鉄が線路脇まで近づいている様子を放映した。しかし同日スーツは、撮り鉄は2本の赤色の杭（境界杭）の外側で撮影していると反論する動画を公開。撮影場所が私有地かどうかの判断はつかないものの、少なくともJRの土地ではなく、境界杭の外側にいるため電車の走行の妨害をしているともいえないと主張した。この動画を受けての対応かは不明だが、その後テレビ朝日は当該のニュース動画、および記事の削除を行った。なお、スーツの今回の発言は撮り鉄を擁護する目的でテレビ局に抗議発言を行ったのではなく、あくまで動画の再生数が稼げる「炎上商法」であると説明した[28]。
- 「撮り鉄学生が必ず1度は親に言われたであろう発言『そんなもの、他の人が撮った写真を見ればそれでいいだろ』」といった視聴者のツイートに対しても、「もしそう言われたら、じゃあ他人の子どもを公園で眺めていればいいのに、なぜ自分を産んだのかと問いただすといいと思います」と返信した。この発言に、「子どもとモノを一緒にするのか？」「親が子どもを大事に思っているか分かっていない」という批判が殺到して炎上するに至る[13]。

高齢者に対して
- 新型コロナウイルス対策に関連した若者を対象に含む自粛要請について、若者の意見を代弁するとして以下のように発言した[29]。
- 「別に高齢者が死んでもいいです。どんどん死んでください。それよりも若い時代、もう過ぎたら手に入らない青春時代の方が大事なんで、僕たちは自粛しませんから皆さんどうぞ死んでください。なんだったら、みんな死んでくれた方が将来の分の負担が減るんで死んでくれた方が嬉しいです。というわけでみなさんが一人でも多く死んでくれることを祈ります。こういう風なことは若い人が考えていても僕は不思議じゃないと思う。むしろ自粛しないことで将来の負担が減るっていうメリットはあるかもしれないですけど、自粛しないで高齢者とか、まあそれからある程度年上の人たちが生きていたら何かいいことがあるのかというとね。そんなに無いんじゃないですか？もちろん年金問題が解決するし、いいぐらいだと思うんですよ」[29]。

- 「僕この動画でね。一番何を言おうかというと、若い人たちが自粛してくれません。何ででしょうかね？全然相手が聞かないな？みたいな感じなんですけど、そうじゃなくて、もっと若い人たちに自粛してほしいんだったら、もう地面に手をついて涙を流しながらね。命乞いをしないといけないと思うんですよね」[29]。

## 評価
- YouTuberのパーカーは著書『ひとりの時間が僕を救う』で「僕とたった1歳しか変わらないのに、すでにひとりの人間として完成されているように見えた」、「どんな風に生きれば、大学生という若さでここまでの人間が養われるのか」と語っている[30]。
- スーツの指導教員である会計学者で横浜国立大学経営学部学部長兼教授の原俊雄は「文武両道ならぬ文 YouTube 両道、大学の講義もきちんと出席し、ゼミナールでも積極的に発言し、盛り上げてくれています」と評している[31]。
- 鉄道ファンで知られるお笑い芸人の礼二（中川家）は「情報が欲しい時、癒されたい時、何故か観てしまうのが『スーツの魅力!!』」と評する[31]。
- 落語家の笑福亭鶴瓶は自身のトークバラエティ番組「チマタの噺」でゲストの中川家・礼二からスーツを紹介された際、スーツの語り口について、「こんなもん22歳の喋りやないで、惹きこまれる」と評価した[16]。
- 元朝日新聞記者の烏賀陽弘道はTwitterで「線路への立ち入り」を巡ってスーツと議論を交わした際、「私は貴方と意見交換ができて大変おもしろかった。誤りであるとはいえ、自分の意見を主張できるのは心強いことです[32]。」と話した上で、「貴方が言論人として心を入れ替え、再出発されることを心から祈念いたします[33]。」と語った[34]。ただし、烏賀陽氏のアカウントは凍結されており、現在これらの投稿は閲覧できない[35]。

### 漫画掲載
- テツぼん（2020年12月4日、小学館）[36]
- 解体屋ゲン（2021年2月19日、芳文社）[37]

## 出演
- クローズアップ現代+（2019年2月14日、NHK総合）
- チマタの噺（2020年8月25日、テレビ東京）
- 99人の壁（2020年9月19日、フジテレビ）
- 鉄オタ選手権（2020年10月30日・2021年5月21日、NHK BSP）
- news23（2024年12月4日、TBS）

## 書籍
- 神と呼ばれる鉄道YouTuber スーツの素顔（2020年10月15日発売、三才ブックス）ISBN 978-4866732275
- 神と呼ばれた鉄道YouTuberスーツの選んだ鉄道百景（2021年7月26日発売、マキノ出版）ISBN 978-4837613954
- スーツの鉄道青春夜行（2021年12月13日発売、二見書房）ISBN 978-4-576-21197-8
- 未来の乗り物図鑑（2022年11月8日発売、KADOKAWA）ISBN 978-4046057488
- スーツの東海道五十三次 自転車の旅 東京・日本橋から京都・三条大橋（2022年11月28日発売、二見書房）ISBN 978-4576221809